# R85
R85（または RMC 85: ラドクリフ天文台マゼラン雲カタログ）は、大マゼラン雲内のLH-41OB型アソシエーションに位置する高光度青色変光星である。

## 変光
R85は、視等級が約0.3等の振幅で不規則に変化することが観測されている。
同じ高光度青色変光星のかじき座S星に特徴的な、全体の光度があまり変わらないのに、大きさや見かけの明るさが変化する変光を、R85も起こしている。この変化は、非常に長い周期で0.3等級程の変化と、およそ400日の周期で0.12等級程の変化という2通りのパターンがあるようにみえる。このように、異なる傾向の変光が混ざるのは、有効温度の変化によるものではないかと考えられる。
また、脈動によるとみられる、より細かい周期の変光もあり、こちらも複数の周期があるようにみえる。

## 特徴
R85の現在の特性と進化モデルに基づくと、この恒星の初期質量は約28太陽質量と推定される。
N119星雲内の恒星風バブルDEM L132aを形成した恒星風の発生源として、R85がかじき座S星と共に候補に挙げられているが、いずれの星も要求される温度より低温で、進化の前段階の恒星風によってこのバブルを形成したのではないかと考えられている。赤外超過は、恒星風の放出と一致している。